# Giorgi Chikhradze
Pour les articles homonymes, voir Chikhradze.
Giorgi Chikhradze (géorgien : გიორგი ჩიხრაძე), né le 1er octobre 1967 à Gagra en Géorgie, est un footballeur international géorgien, devenu entraîneur à l'issue de sa carrière, qui évoluait au poste de défenseur.

## Biographie

### Carrière de joueur
Giorgi Chikhradze dispute deux matchs en Ligue des champions, deux matchs en Coupe des coupes, et 4 matchs en Coupe de l'UEFA.

### Carrière internationale
Giorgi Chikhradze compte 24 sélections avec l'équipe de Géorgie entre 1994 et 2000. 
Il est convoqué pour la première fois par le sélectionneur national Aleksandr Tchivadze pour un match des éliminatoires de l'Euro 1996 contre la Bulgarie le 12 octobre 1994 (défaite 2-0). Il reçoit sa dernière sélection le 4 juin 2000 contre l'Azerbaïdjan (0-0).

## Palmarès

### En tant que joueur
- Avec le Chakhtar Donetsk
  - Vainqueur de la Coupe d'Ukraine en 1997

- Avec le Dinamo Tbilissi
  - Champion de Géorgie en 1998

- Avec le Lokomotiv Tbilissi
  - Vainqueur de la Coupe de Géorgie en 2000

### En tant qu'entraîneur
- Avec l'Ameri Tbilissi
  - Champion de Géorgie de D2 en 2005 et 2009
  - Vainqueur de la Coupe de Géorgie en 2006 et 2007